# Fruitz
Fruitz est une application de rencontres française lancée en 2017.

## Historique
Fruitz est fondée en 2017 en France par Julian Kabab, Arnaud Ruols et Fabrice Bascoulergue. L'idée de Fruitz est née de la volonté de simplifier les interactions sur les applications de rencontres en permettant aux utilisateurs d'exprimer clairement leurs intentions dès le départ.
En février 2022, Fruitz a été acquise par Bumble Inc., éditeur de Bumble, dans le but de renforcer la présence de l'entreprise américaine sur le marché européen. Cette acquisition a permis à Fruitz de bénéficier des ressources et de l'expertise de Bumble pour accélérer son développement et améliorer ses fonctionnalités.
Lors de la présentation des résultats de l'exercice 2024, Bumble, la maison-mère de Fruitz, a annoncé vouloir cesser l'activité de Fruitz car l'application ne rentre plus dans la stratégie de l'entreprise, qui souhaite se concentrer sur ses deux autres applications de rencontre, Bumble et Badoo. La cessation d'activité doit avoir lieu durant le 1er semestre 2025.

## Fonctionnement
Les utilisateurs créent un profil en sélectionnant notamment un fruit indiquant le type de relation recherchée :
- Cerise : relation sérieuse.
- Raisin : rencontres décontractées, sans engagement formel
- Pastèque : amitié avec des avantages (sexfriend).
- Pêche : aventure d'un soir.

Les profils sont ensuite présentés un par un : l'utilisateur glisse à gauche pour le décliner, et vers la droite pour le liker. Si deux profils se sont likés mutuellement, il y a match ouvrant à une discussion par messagerie avec notamment fonctionnalité de "brise-glace", qui permet aux utilisateurs d'envoyer un premier message interactif sous forme de questions ou de défis amusants, facilitant ainsi le début de la conversation. 
Les utilisateurs peuvent choisir le genre, la distance maximale et la tranche d'âge des profils présentés, et moyennant abonnement les filtrer par fruit et autres caractéristiques du profil, comme les centres d'intérêt[réf. nécessaire]. L'application propose aussi des "crushnotes" en nombre limité, permettant d'envoyer directement un message à un profil sans attendre un match[réf. nécessaire], ainsi que les "freez", un système de stories.

## Popularité
Depuis son lancement, Fruitz a gagné en popularité, notamment chez les jeunes adultes en France et dans d'autres pays européens. En 2019, l'application comptait déjà plusieurs centaines de milliers d'utilisateurs actifs. Fruitz a également investi dans des campagnes de sponsoring auprès de nombreux vidéastes YouTube et influenceurs, ce qui a considérablement augmenté sa visibilité et sa popularité. En 2022, l'application a été sponsor d'une écurie à la première édition du GP Explorer.
En 2023, Fruitz a été la troisième application de rencontre la plus populaire de France, avec plus d'un million d'utilisateurs actifs mensuels en moyenne, derrière Badoo et Tinder.